# نقد الرأسمالية

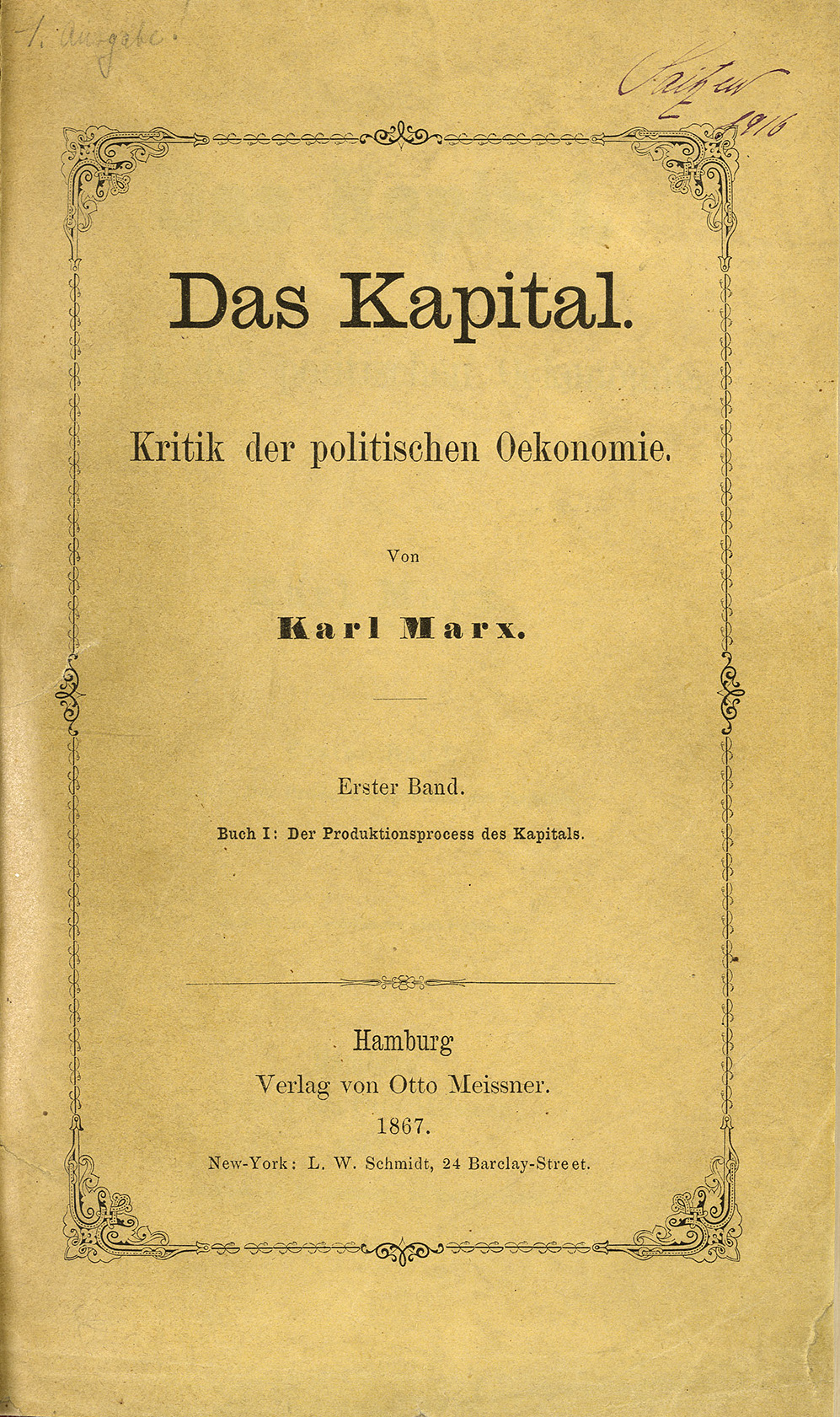

تتراوح أشكال نقد الرأسمالية من التعبير عن الاختلاف مع مبادئ الرأسمالية إلى التعبير عن الاختلاف مع بعض مآلات الرأسمالية.
يُوجّه النقد للرأسمالية من عدة جهات سياسية وفلسفية، بما فيها الأناركية، والاشتراكية، والدينية، والوطنية. يعتقد البعض أنه لا يمكن الانتصار على الرأسمالية سوى عن طريق الثورة، ويعتقد البعض الآخر أن التغيير الهيكلي قد يفعل مفعوله في التغيير من خلال الإصلاحات السياسية. ويعتقد بعض النقّاد أنّه ثمّة محاسن للرأسمالية ويرغبون في الاستفادة منها بالإضافة إلى تطبيق شكلٍ من السلطة الاجتماعية، وبشكل أمثل من خلال التنظيم الحكومي (على سبيل المثال: حركة اقتصاد السوق الاجتماعي).
من أبرز الانتقادات التي تلقّتها الرأسمالية هو اتهامها بكونها ذات طبيعة استغلالية، وغير مستدامة، وأنها تخلق حالةً من اللا مساواة الاقتصادية، وأنها غير ديمقراطية، وتؤدي إلى تقويض حقوق الإنسان، وتشجّع على التوسّع الإمبريالي والحرب.

## تاريخ
وفقاً لبعض منتقدي الرأسمالية المعاصرين، فقد أدت الثورة الصناعية في أوروبا إلى خلق ظروف عملٍ تُعتبر جائرةً، بما فيها العمل لأربعة عشرة ساعة في اليوم، وعمالة الأطفال، ومدن الصفيح. يجادل بعض خبراء الاقتصاد المعاصرين بأن معايير المعيشة الوسطية لم تتحسن، أو قد تحسّنت بشكلٍ بطيءٍ عمّا كانت عليه قبل العام 1840.
رفض المفكّرون الاشتراكيون الأوائل الرأسمالية برمّتها، وسعوا بدلاً من ذلك لإنشاء مجتمعات اشتراكية تخلو من أوجه الظلم التي رأوها في بدايات الرأسمالية. كان من بين الاشتراكيين الطوباويين شارل فورييه وروبرت أوين. في العام 1848، نشر كلّ من كارل ماركس وفريدريك إنجليز البيان الشيوعي، والذي مثّل نقداً سياسياً واقتصادياً للرأسمالية بناءً على منطلقات الفلسفة المادية التاريخية. كان بيير جوزيف برودون أيضًا، وهو من معاصري ماركس، من أبرز معارضي الرأسمالية ومن أوائل مَن أطلقوا على أنفسهم تسمية الأناركي.
مع بداية القرن العشرين، كانت ثمّة اتجاهات اشتراكية عدّة (النقابية اللاسلطوية، والاشتراكية الديمقراطية، والبلشفية) قد نهضت على تفسيراتٍ مغايرةٍ للأحداث المعاصرة. وبدأت الحكومات بفرض قيودٍ على عمليات السوق وطبقت برامج التدخل الاقتصادي سعياً منها لتفادي أوجه القصور في السوق (مثلاً، الاقتصاد الكينزي، وبرامج الصفقة الجديدة). بعد الثورة الروسية في العام 1917، تزايد عدد الدول الشيوعية في العالم، وقامت الحرب الباردة ضد الدول الرأسمالية المتقدمة. تُذكر بعض الدول التي مثّلت استثناءً لهذا التوجه، ككوريا الشمالية، وكوبا، وفينزويلا التي أسست فلسفةً أصبحت تُعرف باسم اشتراكية القرن الحادي والعشرين.

## نقد الرأسمالية

### النقد الأناركي للرأسمالية
يذكر مؤلفو كتاب «الأناركية سؤال وجواب» أنّ الأناركيّين قد أدركوا منذ أمد طويل أن الرأسمالية هرميّة بطبعها. يخضع العامل لسلطة رئيسه في العمل خلال ساعات العمل (وأحياناً خارج العمل أيضاً). يذكر المؤلفون: «تؤدّي هذه السيطرة التراتبيّة للعمل المأجور إلى تغريب العمال عن عملهم الخاص، وبالتالي عن أنفسهم. لم يعد العمال يتحكمون بأنفسهم خلال ساعات العمل، وهكذا فهم لم يعودوا أحراراً». وفقاً للمؤلفين، هذا هو السبب الذي يجعل  الرأسمالية، من خلال معاملتها العمال كمرادف للبضائع، تلغي الفرق بين العمال وغيرهم من الموارد؛ أي تلغي الفرق الجوهري بين العمل وبين مَن يؤديه، فالعامل، خلافاً لغيره من «الممتلكات»، يتمتع بالإرادة والفعاليّة. ولهذا عندما يُذكر بيع العمل، ثمة إخضاع لا مفر منه للإرادة (أي وجود تراتبيّة). يشكّل العمل المبدع، والمُدار ذاتياً مصدراً للفخر والسعادة، وله دورٌ أساسي فيما يجعل البشر بشراً.
يسبب انتزاع التحكّم بالعمل من يدي العامل أضراراً تطالُ صحته العقلية والجسدية. والرأسمالية نفسها جاءت عن طريق عنف الدولة وعلى أنقاض أساليب الحياة التقليدية، وكان التفاعل الاجتماعي جزءاً من هذه المهمة. منذ البداية، بذل رؤساء العمل جهوداً كبيرةً في مكافحة محاولات الأفراد التجمّع لمقاومة التراتبيّة التي فُرِضت عليهم وللتأكيد على قيَمهم الإنسانية. حُوربت بشدّة جميع أنواع تشكيل الجمعيات (كالنقابات العمالية)، مثلها مثل أي محاولة قامت بها الحكومات الديمقراطية لتنظيم الفائض في النظام. في الواقع، يميل الرأسماليون إلى الأنظمة المركزية، والنخبوية، والسلطوية بدرجةٍ ما لأنها أبعد ما تكون عن سلطة الشعب. وهذه الأنظمة هي السبيل الوحيد لفرض العلاقة التعاقدية المبنية على سلطة السوق لفرضها على المواطنين الرافضين لها.
يرى الفيلسوف المؤثر اللاسلطوي الفردي ماكس شتيرنير أنّ الملكية الخاصة هي مجرد «شبح لا يقوى على العيش سوى بفضل القانون، ويصبح «لي شخصياً» حصراً بسطوة القانون». ما يقصده هو أن «الملكية الخاصة لا تقوم لها قائمة سوى بحماية الدولة وبفضل الدولة». انطلاقاً من إدراكه لحاجة الملكية الخاصة لحماية الدولة، يرى شتيرنر أنه «لا حاجة للمواطنين الصالحين المزعومين للشعور بالقلق فيما يتعلق بمَن يقوم بحمايتهم ومبادئهم، سواء كانوا في ظِلّ ملكيةٍ بحكم مطلق أو ملكية دستورية، أو جمهورية، ما دامت الحماية متوفّرة لهم. وما هو مبدؤهم أولئك الذين يحبّون «حاميهم» دوماً؟ بالتأكيد لن يكون مبدؤهم العمل، بل الملكية التي تجسد مصالحهم».
عارض اللاسلطوي الفرنسي بيير جوزيف برودون الامتيازات الحكومية التي تحمي الصيرفة الرأسمالية والمصالح المتعلقة بالأراضي ومراكمة الملكية أو اكتسابها (بأي شكل من الإجبار حُصِّلت) وهو الأمر الذي اعتبره عائقاً أمام المنافسة ويركّز الثروات بيد حفنةٍ من الناس.
يرى اللاسلطوي الفردي الإسباني ميغيل غيمينز إيغوالادا أن الرأسمالية هي أثرٌ للحكومة؛ واختفاء الحكومات سيعني حتماً انهيار الرأسمالية بشكلٍ سريع. ما ندعوه الرأسمالية ليست سوى منتجٍ للدولة، والتي لا يُأبه لشيءٍ فيها ما عدا تحقيق الأرباح، بغض النظر عن طُرُق تحصيلها –خيّرة كانت أم شريرة. وبالتالي فالنضال ضدّ الرأسمالية وحدها لا معنى له، لأنه ما دامت هناك حكومة موجودة، سيوجد استغلالٌ لرأس المال، ولا يهمّ تسميتها: رأسمالية الدولة أو رأسمالية المبادرة.  فالصراعُ هو صراع وعي ضد فكرة الدولة.
ظهر ضمن حركة الأناركية نقدٌ لما يُسمّى «عبودية الأجر» والتي تشير إلى الظرف الذي يشبه إلى حد بعيدٍ العبودية الطوعية، حيث تعتمد معيشة الفرد على الأجر، وخصوصاً عندما تكون الحاجة إليه بشكل تام وفوري. يحمل المصطلح دلالات سلبية لعقده المقارنة بينه وبين العبودية والعمل المأجور بالتركيز على الشبه بينهما وبين تملّك الشخص وتأجيره. يُستخدم مصطلح عبودية الأجر لانتقاد الاستغلال الاقتصادي والتدرج الاجتماعي، إذ يُنظر للاستغلال الاقتصادي على أنه سلطة مساومة غير متكافئة بين العمل ورأس المال (بشكل خاص في حالة العمال الذي يتقاضون أجوراً متدنّية. على سبيل المثال مصانع السُخرة). ويُنظر للتدرج الاجتماعي على أنه افتقار الاقتصاد للإدارة الذاتية للعمال، وخيارات العمل المحقق للذات، والراحة.
يعتقد الاشتراكيون الليبرتاريون أنه في حال تقدير الحرية، يجب على المجتمع أن يعمل على إقامة نظامٍ يحوز فيه الأفراد على القدرة لتقرير السياسات الاقتصادية جنباً إلى جنب مع الشؤون السياسية. يسعى الاشتراكيون الليبرتاريون إلى استبدال السلطات الظالمة بالديمقراطية المباشرة، والفدرالية الطوعية، والسيادة الشعبية في جميع مناحي الحياة، بما فيها التجمعات والمشاريع الاقتصادية. مع قدوم الثورة الصناعية، طوّر مفكرون مثل برودون وماركس المقارنة بين العمل المأجور والعبودية في سياق النقد للملكية المجتمعية غير المخصصة للاستعمال الشخصي. ركّزت الحركة الاجتماعية اللاضية على اللا أنسنة التي حصلت نتيجةً لاستخدام الآلات، بينما شجبت لاحقاً إيما غولدمان العمل المأجور بقولها: «الفرق الوحيد هو أنكم عبيدٌ مستأجرون لا مُستملَكون».

### نقد المحافظين للرأسمالية
اعتنق إدموند بروك (1729-1797) المثل العليا الليبرالية ذات العلاقة بالملكية الفردية وفلسفة الاقتصاد الخاصة بآدم سميث (1723-1790)، ولكنه آمن أنه على علم الاقتصاد أن يبقى تابعًا للأخلاقيات الاجتماعية المحافِظة، وأنه على الرأسمالية أن تأتي بمرتبة أدنى من التقاليد الأخلاقية الاجتماعية ذات الجذور في القرون الوسطى، وأن طبقة رجال الأعمال أدنى من الطبقة الأرستقراطية.
يُذكر في هذا السياق أيديولوجية التوزيعية الاقتصادية التي تشدد على أن أصول الإنتاج العالمية ينبغي لها أن تكون ملكية عمومية غير مركزّة في طبقة ما. تطورت هذه الأيديولوجية في أوروبا في نهاية القرن التاسع عشر وبداية القرن العشرين، ونهضت على مبادئ التعاليم الاجتماعية الكاثوليكية، وخصوصًا تعاليم البابا ليون الثالث عشر والبابا بيوس الحادي عشر. ترى التوزيعية أن الرأسمالية والاشتراكية كلاهما تشوبه أوجه القصور، وأنهما ذواتا طبيعة استغلالية، وبدلًا منهما، تركز التوزيعية على الآليات الاقتصادية مثل الجمعيات التعاونية والشركات العائلية صغيرة النطاق، والتطبيق واسع النطاق لقوانين منع الاحتكار.

### النقد الاشتراكي للرأسمالية
يرى الاشتراكيون أن تراكم رأس المال يسبّب هدرًا من خلال العوامل الخارجية التي تستلزم اتخاذ تدابير تنظيمية تصحيحية ذات تكاليف عالية. كما يُشيرون إلى أن هذه العملية تُنتج صناعاتٍ موّلدة للنفايات وممارسات لا همّ لها سوى إيجاد طلب كافٍ على المنتجات ليتمّ بيعها بهدف تحقيق الربح (مثلًا، الإعلانات التجارية المزعجة)، وهكذا يؤول بها المطاف إلى خلق المزيد من الطلب الاقتصادي بدلًا من تلبية احتياجاته.
يذهب الاشتراكيون إلى أن الرأسمالية في جوهرها تشمل أنشطة تجارية غير رشيدة، ومثال ذلك شراء المنتجات لا للاستهلاك بل لإعادة بيعها لاحقًا بعد أن تكون قد اكتسبت قيمة أعلى (النشاط المعروف باسم المضاربة). لهذا السبب فإن أحد أبرز الانتقادات التي يوجهها الاشتراكيون للرأسمالية يتلخص في أن كسب المال، أو تكديس رأس المال، لا يتماشى وتلبية الطلب (إنتاج قيَم الاستعمال). وهكذا يكون المعيار الأساسي للنشاط الاقتصادي في الرأسمالية هو مراكمة رأس المال لإعادة استثماره في الإنتاج. وهو الأمر الذي يحفز تنمية صناعات جديدة غير إنتاجية لا تنتج قيمة استعمال ويقتصر وجودها على إبقاء عملية مراكمة رأس المال قائمةً. مثال الصناعات غير الإنتاجية هو الصناعة المالية التي تُسهم في تشكيل الفقاعات الاقتصادية.
ينظر الاشتراكيون إلى علاقات الملكية الفردية على أنها تكبّل إمكانيات القوى المنتجة في الاقتصاد. وبالنسبة للاشتراكيين فالملكية الفردية تفقد معناها عندما تتمثل في مؤسسات مركزية اجتماعية قائمة على التخصيص الفردي للعائدات (ولكنها تستند إلى عمل تعاوني وتخطيط داخلي في تخصيص عوامل الإنتاج) إلى أن يصبح دور الرأسمالي شيئًا من الماضي. فعند انتفاء الحاجة إلى مراكمة رأس المال أو طبقة الملّاك، تصبح الملكية الفردية لوسائل الإنتاج شكلًا قديمًا للتنظيم الاقتصادي يجب استبداله بالتنظيمات الاقتصادية الحرة للأفراد بناءً على الملكية الجماعية لهذه الأصول الاجتماعية. تضع الملكية الفردية قيودًا على التخطيط، وهو ما يؤدي إلى غياب التنسيق عند اتخاذ القرارات الاقتصادية وينجم عن ذلك الاضطرابات التجارية، والبطالة، والتبديد الهائل للموارد المادية خلال أزمات الإنتاج المسرف.
تؤدي الفروق المفرطة في توزيع الدخل إلى عدم الاستقرار الاجتماعي وتستلزم إجراءات تصحيحية ذات كلفة عالية تتمثّل في فرض الضرائب بقصد إعادة التوزيع. يتبع ذلك تكاليف إدارية باهظة تُضعِف الرغبة في العمل، وتخلق حالةً من غياب الأمانة وزيادة احتمال التهرّب الضريبي وفي نفس الوقت انخفاضًا في فاعلية اقتصاد السوق. تقيد هذه التدابير التصحيحية نظام الحوافز في السوق من خلال توفير الحد الأدنى من الأجور، وإعانات البطالة، وفرض ضرائب على الأرباح، وتخفيض احتياطي العمال، وهو الأمر الذي ينتج عنه حوافز أقل بالنسبة للرأسماليين لزيادة استثمارهم في مجال الإنتاج. بشكل أساسي، تكبل سياسات نظام الرفاه الاجتماعي نظامَ الحوافز الرأسمالي ولهذا فهي غير مستدامة على المدى البعيد.
يحاجج الماركسيون بأن نمط الإنتاج الاشتراكي هو المخرج الوحيد لتلافي جميع هذه العيوب. يرى الاشتراكيون، والماركسيون منهم بالأخص، أن الصراع المتأصل بين مصالح الطبقة العاملة ورأس المال يحول دون الاستغلال الأمثل للموارد البشرية المتوفرة، ويؤدي إلى خلق جماعات مصالح متناقضة (العمال والتجار) يسعى كل منها على حِدة للتأثير على الدولة ودفعها للتدخل في الاقتصاد على حساب الفاعلية الاقتصادية الشاملة.
انتقد الاشتراكيون الأوائل (مثل الاشتراكيين الطوباويين، والاشتراكيين الريكارديين) انتقدوا الرأسمالية لتركيزها السلطة والثروة بيد شريحة صغيرة من المجتمع لا تستغل التقنيات والموارد المتاحة بأقصى إمكانياتها للصالح العام.

### النقد الماركسي
اعتبر كارل ماركس الرأسمالية مرحلة تاريخية تقدميةً في ما مضى ولكنها ستصاب بالخمول بسبب تناقضاتها الداخلية وستقوضها الاشتراكية في نهاية المطاف. ذكر ماركس أن الرأسمالية لا تشكّل سوى مرحلة عبور ضرورية لتقدم البشرية، وستواجهها ثورة سياسية قبل حلول المجتمع الخالي من الطبقات. يعرّف الماركسيون رأس المال على أنه «علاقة اجتماعية اقتصادية» بين الأفراد (لا على أنه علاقة بين الأفراد والأشياء). ومن هذا المنطلق، يسعى الماركسيون إلى إلغاء رأس المال.
يعتقد الماركسيون أن الملكية الفردية لوسائل الإنتاج تُغني الرأسماليين (مالكي رأس المال) على حساب العمال (يزداد الأغنياء غنىً، ويزداد الفقراء فقرًا). بشكل مختصر، يجادل الماركسيون بأن مالكي وسائل الإنتاج لا يعملون بل يستغلون القوة العاملة. في رأي ماركس، فالرأسماليون سيتسمرّون في مراكمة رأس المال أكثر فأكثر متسبّبين بإفقار الطبقة العاملة، وهو ما سيخلق ظروفًا اجتماعية مواتية للثورة التي ستطيح بمؤسسات الرأسمالية. يُنظر إلى الملكية الفردية لوسائل الإنتاج والتوزيع على أنها اعتماد الطبقات غير المالكة على الطبقة الحاكمة وبالتالي فيها تقييد للحرية الإنسانية.
قدّم الماركسيون العديد من وجهات النظر التي تذهب إلى أن الرأسمالية نظامٌ مثقلٌ بتناقضاته الداخلية ويتميّز بالأزمات متكررة الحدوث الناجمة عن ميل معدل الربح للانخفاض. يُنظر إلى الرأسمالية على أنها مرحلة واحدة في مسيرة تطور النظام الاقتصادي. يقدم عالم الاجتماع الأمريكي والمؤرخ الاقتصادي إيمانويل والرستين مقاربة من وجهة نظر النظُم العالمية، ويستشهد بالتعنّت الذي تلقاه زيادة الأجور الحقيقية، وارتفاع أسعار المداخيل المادية، والزيادة المضطردة للمعدلات الضريبية، بالإضافة إلى انتشار الحركات المناهضة للأنظمة -يستشهد بجميع ما سبق كأمثلة على الاتجاهات العلمانية العالمية البارزة والتي تخلق ضغوطًا غير مسبوقة لتقييد مراكمة رأس المال. وفقًا لوالرستين، فقد «دخل الاقتصاد العالمي الرأسمالي في أزمة لا فكاك منها قد تدوم لخمسين سنة قادمة. والسؤال الذي يواجهنا الآن هو ما الذي سيحصل خلال هذه الأزمة، والتي تشكّل انتقالًا من النظام العالمي الحالي إلى نوع مختلف من النظام أو الأنظمة التاريخية».